# Relictivomer pearsei
Relictivomer pearsei is een kikker uit de familie Microhylidae.
De soort werd voor het eerst wetenschappelijk beschreven door Ismar de Souza Carvalho in 1954. Oorspronkelijk werd de wetenschappelijke naam Hypopachus pearsei gebruikt. Het is de enige soort uit het monotypische geslacht Relictivomer, de kikker is nog niet ingedeeld bij een van de onderfamilies van de Microhylidae.
Relictivomer pearsei komt voor in delen van Zuid-Amerika en leeft in de landen Colombia, Panama en Venezuela.